# سعود الشمري
سعود بدر الشمري، ممثل كويتي، شارك في العديد من المسلسلات التلفزيونية بالكويت، ولم تكن له أدوار رئيسية إذ كانت معظم مشاركاته في أدوار ثانوية. وقد توفي الشمري في عام 2022م عن عمر يناهز 60 عامًا، بسبب مرض السكري.

## أعماله

شارك الشمري في العديد من المسلسلات الدرامية، وكان دوره في غالبية الأعمال ثانوي، ونذكر من هذه الأعمال:
- واحد مهم، 2018م.
- بنت وشايب، 2015م

- باب الفرج، 2011م
- الحب اللي كان، 2010م
- أم البنات، 2009م.
- عمر الشقا، 2009م.
- عيال بوسالم، 2008م.
- فضة قلبها أبيض، 2008م.
- بسمة الم، 2006م.
- فريج صويلح، 2005م
- البوية. 2004م.

## روابط خارجية
- سعود الشمري على موقع قاعدة بيانات الأفلام العربية